# Conagra Brands
Conagra Brands, Inc. (anciennement ConAgra Foods, Inc.) est une entreprise américaine agroalimentaire fondée en 1919 sous le nom Nebraska Consolidated Mills. Ses bureaux se trouvent au Merchandise Mart à Chicago.

## Historique
En 1971, Nebraska Consolidated Mills change de nom pour ConAgra Foods.
En 1980, ConAgra Foods acquiert la société Banquet Foods, spécialisée dans le surgelé et le poulet. C'est la première d'une longue série d'acquisitions durant les années 1980 et 1990. ConAgra Foods a ainsi racheté plusieurs marques de ses concurrents dont Nabisco et Beatrice Foods.
En 1988, ConAgra Foods acquiert, conjointement avec Golden Valley Microwave Foods, la société Lamb Weston, spécialiste américain des produits de pommes de terre surgelés.
En 1993, ConAgra Foods achète plusieurs petites sociétés pour un total de 500 millions de dollars.
En 1997 ConAgra Foods est condamnée à une amende de 8,3 millions de dollars américains (18 millions de 2025) pour avoir pulvérisé illégalement de l’eau sur du grain entreposé pour en augmenter le poids et la valeur.
En 1998, ConAgra Foods achète de nouveau à Nabisco plusieurs de ses marques pour 480 millions de dollars.
En mars 2013, ConAgra Foods annonce le transfert de ses activités de minoterie dans une coentreprise avec ces mêmes activités de Cargill et de CHS pour former Ardent Mills. En mai 2014, cette concentration est acceptée par les autorités de la concurrence américaine.
En 2016, ConAgra Foods a changé son nom pour Conagra Brands.
En mai 2017, J.M. Smucker annonce l'acquisition de la marque d'huile de cuisson Wesson à Conagra Brands pour 285 millions de dollars.
En juillet 2018, ConAgra Foods annonce l'acquisition de Pinnacle Foods pour 8,1 milliards de dollars et 10,9 milliard si on inclut la reprise de dettes, lui permettant notamment de renforcer sa présence dans les surgelés.

## Marques
- Act II
- Alexia
- Andy Capp's
- Banquet
- Blue Bonnet
- Chef Boyardee
- Crunch 'n Munch
- David Sunflower Seeds
- Dennison's
- Egg Beaters
- Fiddle Faddle
- Fleischmann's
- Gilroy Foods
- Gulden's
- Healthy Choice
- Hebrew National
- Hunt's Foods
- Jiffy Pop
- Kid Cuisine
- La Choy
- Libby's
- Luck's
- Manwich
- Marie Callender's
- Orville Redenbacher's
- PAM
- Parkay
- Patio
- Penrose
- Peter Pan
- Pogo
- Poppycock
- Ranch Style
- Reddi-wip
- Rosarita
- Ro*tel
- Slim Jim
- Snack Pack
- Swiss Miss
- Van Camp's
- VH
- Wesson
- Wolf Brand Chili